# Диас Рамирес, Мануэль
Мануэль Диас Рамирес (исп. Manuel Díaz Ramírez; 26 ноября 1888 — 21 февраля 1962) — мексиканский политик и историк.

## Биография
Рабочий-табачник, Диас Рамирес с юношеских лет был активным участником рабочего движения страны. С 1907 по 1919 год он жил в США, на Кубе и в других странах Центральной Америки; участвовал в американском рабочем движении.
Под влиянием Октябрьской революции 1917 года в России перешёл на позиции революционного марксизма. В 1918 году в Веракрусе Диас Родригес организовал марксистский кружок, ставший первой коммунистической группой (ленинистского толка) в Мексике. При его поддержке образовались коммунистические кружки и в соседних Орисабе и Тампико.
Выступил одним из основателей Мексиканской коммунистической партии (исп. Partido Comunista Mexicano, PCM), Федерации коммунистической молодежи (исп. Federación de Jóvenes Comunistas, FJC) и Коммунистической федерации мексиканского пролетариата (исп. Federación Comunista del Proletariado Mexicano). Возглавил печатный орган последней «Vida nueva» («Новая жизнь»).
В 1921 году отправлен на III конгресс Коминтерна и I конгресс Профинтерна в Москве, где познакомился с Лениным. В 1921—1922 годах являлся генеральным секретарем Мексиканской коммунистической партии (годом основания которой считался 1919-й, но которая была полноценно учреждена только на съезде в декабре 1921-го).
С 1930-х годов Диас Рамирес посвятил себя исследованию истории мексиканского рабочего движения. Его основная работа «Исторические очерки рабочего и крестьянского движения в Мексике» (Apuntes históricos del movimiento obrero y campesino de México, 1844—1880) была впервые опубликована в 1938 году Фондом народной культуры (Fondo de cultura popular) в Мехико. Ему принадлежит и ряд других работ исторического и публицистического характера.